# Abhijit Kunte
Abhijit Kunte (ur. 3 marca 1977 w Pune) – indyjski szachista, arcymistrz od 2000 roku.

## Kariera szachowa
Jest wielokrotnym medalistą mistrzostw Indii juniorów, w tym siedmiokrotnie złotym. W latach 1990–1997 pięciokrotnie reprezentował swój kraj na mistrzostwach świata juniorów w różnych kategoriach wiekowych. Dwukrotnie zdobył medale w mistrzostwach Azji juniorów: brązowy (1993 – do 16 lat) oraz złoty (1997 – do 20 lat). Wielokrotnie startował w finałach indywidualnych mistrzostw Indii, dwukrotnie (1997, 2000) zdobywając złote medale oraz czterokrotnie – brązowe (1999, 2001, 2003, 2005). W swojej kolekcji posiada również tytuł mistrza Wielkiej Brytanii (Edynburg 2003) oraz dwa medale w mistrzostwach Wspólnoty Narodów (2000 – srebrny i 2003 – brązowy). W 2000 r. zakwalifikował się do pucharowego turnieju o mistrzostwo świata, w I rundzie przegrywając z Gilberto Milosem. W 2007 r. zdobył w Cebu City brązowy medal indywidualnych mistrzostw Azji, dzięki czemu wystąpił w tym samym roku w turnieju o Puchar Świata (w I rundzie przegrał z Wadimem Zwiagincewem).
Inne sukcesy w turniejach międzynarodowych:
- 1998 – Kalkuta (I m.),
- 2000 – Canberra (dz. III m. za Stefanem Djuriciem i Ianem Rogersem),
- 2003 – Blackpool (dz. I m. wspólnie z Nigelem Daviesem i Johnem Shaw), Dhaka (III m. za Surya Gangulyy i Pentala Harikrishna),
- 2004 – Kalkuta (dz. I m. wspólnie z m.in. Olegiem Romaniszynem, Aleksiejem Aleksandrowem i Ni Hua), Filadelfia (dz. II m. za Warużanem Akobjanem, wspólnie z m.in. Hikaru Nakamurą, Jewgienijem Najerem, Jaanem Ehlvestem, Aleksandrem Oniszczukiem i Ilja Smirinem),
- 2005 – Nowe Delhi (dz. I m. wspólnie z Krishnanem Sasikiranem), Guelph (dz. I m. wspólnie z Siergiejem Szypowem i Igorem Zugiciem),
- 2006 – Kitchener (turniej Canadian Open, dz. I m. wspólnie z Walterem Arencibią Rodríguezem),
- 2007 – Montreal (dz. II m. za Andriejem Ryczagowem, wspólnie z m.in. Eduardasem Rozentalisem i Ołeksandrem Chuzmanem),
- 2008 – Bombaj (dz. I m. wspólnie z Michałem Krasenkowem, Humpy Koneru, Ziaurem Rahmanem, Antonem Filippowem i Saidali Juldaczewem).

W latach 1998–2004 czterokrotnie wystąpił na szachowych olimpiadach (najlepszy wynik: VI m. w 2004 roku). W swoim dorobku posiada 7 medali drużynowych mistrzostw Azji (4 drużynowe oraz 3 za wynik indywidualne), w tym złoty (Isfahan 2005).
Najwyższy ranking w dotychczasowej karierze osiągnął 1 stycznia 2001 r., z wynikiem 2568 punktów zajmował wówczas trzecie miejsce (za Viswanathanem Anandem i Krishnanem Sasikiranem) wśród indyjskich szachistów.